# العزیز عثمان
سلطان عثمان العزیز (انگلیسی: Al-Aziz Uthman) دومین پسر صلاح الدین ایوبی بود. صلاح‌الدین پیش از مرگش سرزمین‌هایش را میان فرزندانش تقسیم کرد، فلسطین و سوریه‌ی امروزی به فضل رسید، عزیز حکومت مصر را به‌دست آورد و ظاهر معروف به غازی حکومت حلب را به‌دست آورد. مع‌الوصف میان برادران به زودی اختلاف افتاد و عزیز نهایتاً حاکم مصر شد. او در دوران پادشاهی‌اش در پی آن بود که اهرام را تخریب نماید. در این راستا اگرچه نهایتاً موفق نشد اما خسارات قابل توجهی به هرم منکورع وارد نمود. نهایتاً پس از درگذشت در آرامگاه برادرش به خاک سپرده شد.